# ربوه، پاکستان
ربوه (به انگلیسی: Rabwah) یک شهر در پاکستان است که در ناحیه چنیوت واقع شده‌است. ربوه ۲۴ کیلومتر مربع مساحت و ۷۰٬۰۰۰ نفر جمعیت دارد و ۳۰۰ متر بالاتر از سطح دریا واقع شده‌است.